# Ain’t No Mountain High Enough
«Ain’t No Mountain High Enough» (с англ. — «Нет настолько высоких гор») — песня, написанная американскими авторами Николасом Эшфордом и Валери Симпсон в 1966 году для лейбла Tamla Records. Композиция была впервые записана и стала популярной в исполнении Марвина Гэя и Тамми Террелл в 1967 году. В 1970 году она была записана бывшей фронтвумен группы The Supremes Дайаной Росс, став её первым сольным хитом и номером один в чарте Billboard Hot 100, также получила номинацию на премию «Грэмми» за лучшее женское поп-вокальное исполнение.

## Предыстория
Николас Эшфорд и Валери Симпсон написали песню в 1966 году, ещё до подписания контракта с Motown Records. Изначально эту песню хотела записать британская певица Дасти Спрингфилд, однако авторы долго не решались передать ей песню и в конце концов отказались, потому что знали, что она может стать их пропуском в крупный лейбл Motown Records. Сам Николас позже назвал песню «золотым яйцом».

## Версия Марвина Гэя и Тамми Террелл
Вскоре песня нашла своих исполнителей, ими стали Марвин Гэй и Тамми Террелл. Именно с этой песни и начался их дуэтный путь. По словам продюсеров, Террелл немного нервничала и стеснялась во время записи, потому что не репетировала. Террелл записала свой вокал наедине с продюсерами Харви Фукуа и Джонни Бристолем, которые позже добавили вокал Гэя. Эта оригинальная версия «Ain’t No Mountain» была беззаботной, танцевальной и романтической любовной песней.
«Ain’t No Mountain High Enough» достиг девятнадцатого места в поп-чарте США и третьего места в R&B-чарте. Успех песни способствовал появлению новых дуэтных песен, написанных Эшфордом и Симпсон для Гэя и Таррелл (в том числе «You’re All I Need to Get By», «Ain’t Nothing Like the Real Thing» и «Your Precious Love»).

### Отзывы критиков и признание
В рецензии журнала Billboard автор заявил, что записанный Гэем и его новой партнёршей Тамми Террелл блокбастер наносит сокрушительный удар — электричество дуэта в сочетании с ритмичным материалом держится до конца песни.
В 1999 году версия песни в исполнении Марвина Гея и Тамми Таррелл была внесены в зал славы «Грэмми».

### Чарты
| Чарт (1967)                           | Высшая позиция |
| ------------------------------------- | -------------- |
| Канада (RPM Adult Contemporary)       | 3              |
| США (Billboard Hot 100)               | 19             |
| США (Billboard Hot R&B/Hip-Hop Songs) | 3              |
| Чарт (2013)                           | Высшая позиция |
| Великобритания (UK Singles Chart)     | 80             |
| Франция (SNEP)                        | 90             |

### Сертификации и продажи
| Регион | Сертификация  | Продажи   |
| --- | ------------- | --------- |
| Дания (IFPI Danmark) | Платиновый    | 90 000    |
| Великобритания (BPI) · Цифровые продажи (с 2004 года)                                                                                      | 2× Платиновый | 1 200 000 |
| * Данные о продажах приведены только на основе сертификации. · Данные о продажах + прослушиваниях приведены только на основе сертификации. |               |           |

### Использование в медиа
- В 1998 году песня в исполнении Гэя и Таррелл была использована в фильме «Мачеха»[12].
- В 2014 году песня прозвучала в фильме «Стражи Галактики»[13].

## Версия Дайаны Росс
Весной 1970 года, после успеха дебютного сольного сингла «Reach Out and Touch (Somebody’s Hand)», Эшфорд и Симпсон предлагают перезаписать песню «Ain’t No Mountain Enough High» и выпустить в качестве сингла. Певице сначала не очень понравилась данная идея, однако авторы сумели переубедить её. Новая версия песни звучит скорее как госпел: Дайана декламирует текст песни, словно читает отрывок из Евангелие. Аккомпанировал ей Детройтский симфонический оркестр, в качестве хоровых исполнителей выступили сами авторы, а также группа The Andantes, Джимми Биверс, Джо Армстед, Бренда Эванс и Билли Кельвин.
Владельцу лейбла Motown Records Берри Горди не понравилось то, что песня начинается с речитатива, поэтому специально для радиостанций песня была урезана и начиналась с момента, где вступает хор, только после этого Эшфорд и Симпсон уговорили его выпустить песню в качестве сингла. Песня стала настоящим хитом, достигнув вершины чартов Billboard Hot 100 и R&B Songs. За исполнение данной песни Дайана Росс получила номинацию на премию «Грэмми» в категории «Лучшее женское вокальное поп-исполнение».
В 2017 году были выпущены ремиксы на «Ain’t No Mountain High Enough» от диджеев Эрика Каппера, StoneBridge и Крисом Коксом. Сборник занял первое место в чарте Dance Club Songs.

### Отзывы критиков
Рецензент журнала Billboard отметил сильное преображение песни, а также мощное исполнение Росс.

### Позиции в хит-парадах

#### Еженедельные чарты
| Хит-парад (1970)                      | Высшая позиция |
| ------------------------------------- | -------------- |
| Австралия (Kent Music Report)         | 25             |
| Великобритания (UK Singles Chart)     | 6              |
| Ирландия (IRMA)                       | 4              |
| Канада (RPM Top Singles)              | 7              |
| США (Billboard Adult Contemporary)    | 6              |
| США (Billboard Hot 100)               | 1              |
| США (Billboard Hot R&B/Hip-Hop Songs) | 1              |
| США (Cash Box)                        | 1              |
| Хит-парад (2018)                      | Высшая позиция |
| США (Billboard Dance Club Songs)      | 1              |

#### Годовые чарты
| Хит-парад (1970)                       | Позиция |
| -------------------------------------- | ------- |
| Канада (RPM Top Singles)               | 97      |
| США (Billboard Easy Listening Singles) | 44      |
| США (Billboard Hot 100)                | 6       |
| США (Billboard Soul Singles)           | 23      |

## Другие версии
- В 1968 году специально для альбома Diana Ross & the Supremes Join The Temptations[англ.] группами The Supremes и The Temptations была записана своя версия песни, она была более близкой к оригиналу[31].